# Don't Make Me Over
Don't Make Me Over (titulado Déjame como estoy en España y No me transformes en Hispanoamérica es el cuarto episodio de la cuarta temporada de la serie Padre de familia emitido el 5 de junio de 2005 a través de FOX. 
El episodio está escrito por Gene Laufenberg y dirigido por Sarah Frost.

## Argumento
Tras sufrir otro rechazo, Meg empieza a tener la autoestima por los suelos. Para levantarle el ánimo, Lois decide llevarla a un centro comercial de compras (con resultados vanos) cuando descubre a través de un reportaje de Tricia Takanawa que el centro está regalando cambios de imagen gratis. Tras el nuevo look de Meg, esta se vuelve muy atractiva y popular en el instituto, sin embargo a lo largo del episodio su comportamiento irá a peor.
Por otra parte, Horace, el propietario de La Almeja Borracha empieza a tener problemas económicos por culpa de la gran superficie mencionada. Para evitar el cierre del bar, Peter y sus amigos tratan de reinventar la imagen del local hasta tal punto de ponerse a bailar en la barra al puro estilo Bar Coyote, pero todo acaba siendo un desastre hasta que descubren en el trastero una máquina de karaoke con la que empiezan a atraer a varios clientes tras interpretar juntos un tema de Journey. Después del éxito deciden crear una banda musical y comenzar una gira siendo la prisión Estatal de Rhode Island su primer concierto, el cual acaba en un motín después de que estos se queden en blanco en el escenario. La familia de Peter (presentes para darle ánimos) deciden subir al escenario para intentar apaciguar a los presos hasta que estos empiezan a fijarse en Meg y se encandilan por su belleza. Tras percatarse de toda la atención recibida, su madre le pasa un micrófono con el que empieza a cantar temas al estilo de los años 70. Tras el éxito del concierto, los Griffin conocen en la misma penitenciaría al productor Jimmy Iovine, el cual les hace un contrato como banda familiar con Meg como líder del grupo.
Bajo las órdenes del productor Dr. Diddy, este decide explotar la imagen de sex symbol de Meg para alcanzar el éxito de ventas, lo cual no le hace gracia a Lois, sin embargo Peter queda de acuerdo. Mientras el resto de la familia es ninguneada, Meg alcanza el estrellato para malestar de su madre, que piensa que la fama la ha trastornado. Finalmente llegan hasta Nueva York para actuar en el programa Saturday Night Live bajo la dirección de Jimmy Fallon, el cual sin dejar de mirar inexplicablemente a la cámara seduce a Meg. Tras acostarse, esta descubre que ha sido utilizada como parte del sketch inicial. Peter finalmente cae en la cuenta de que su mujer tenía razón sobre lo que se temía decide buscar a Fallon para darle una paliza (no por acostarse con su hija, sino por reírse en todos los sketches sin gracia, aunque después pregunta por el "tipo" que se acostó con su hija)
De vuelta a casa, Meg vuelve a tener el aspecto de siempre. Una vez llega el final del episodio, los Griffin se despiden de la audiencia mediante un sketch similar al Saturday Night mientras Peter les agradece que les vieran. No obstante, el episodio llega a su fin cuando Brian apaga la televisión cuando iba a empezar un programa principalmente dirigido a la audiencia afroamericana, lo cual incomoda al can, que acaba preguntando si no puede uno estar cansado a la 1:00 de la mañana.

## Recepción
Padre de familia fue el programa más visto en la noche del domingo venciendo en audiencia a Desperate Housewives. El crítico John Eggerton comentó que con la cuota de audiencia que tuvo tal emisión llena de vocabulario y referencias sexuales que la Calle Wisteria (alusión a Desperate Housewives) no era rival y que podría avergonzar al propio Popeye. El episodio fue visto por 7,23 mill. de televidentes. L. Brent Bozell III de la PTC, grupo mediático frecuentemente crítico con Padre de familia declaró que este episodio es la razón de por qué no le gusta la serie.